# Silvbergs socken
Silvbergs socken ligger i Dalarna, ingår sedan 1971 i Säters kommun och motsvarar från 2016 Silvbergs distrikt.
Socknens areal är 160,10 kvadratkilometer, varav 138,50 land. År 2020 fanns här 493 invånare. De tidigare järnbruken Ulvshyttan, Rämshyttan och Grängshammars bruk samt Öster Silvbergs gruva och sockenkyrkan Silvbergs kyrka  ligger i socknen.  

## Administrativ historik
Silvbergs socken bildades vid 1400-talets slut genom en utbrytning ur Tuna socken. År 1627 uppgick socknen åter i Stora Tuna som kapellförsamling, något som varade fram till 1868. I jordeboken låg Silvberg under Stora Tuna socken ända fram till beslutet den 26 oktober 1888, då Silvberg utbröts för att bli en separat jordebokssocken.
Vid kommunreformen 1862 övergick socknens ansvar för de kyrkliga frågorna till Silvbergs församling och för de borgerliga frågorna till Silvbergs landskommun. Landskommunen inkorporerades 1952 i Gustafs landskommun som 1971 uppgick i Säters kommun. Församlingen uppgick 2010 i Säterbygdens församling.
1 januari 2016 inrättades distriktet Silvberg, med samma omfattning som församlingen hade 1999/2000. 
Socknen har tillhört fögderier, tingslag och domsagor enligt vad som beskrivs i artikeln Dalarna. De indelta soldaterna tillhörde Dalregementet och Gagnefs kompani.

## Geografi
Silvbergs socken ligger väster om Säter kring Lilla och Stora Ulvsjön. Socknen är utanför vattendragen en höglänt och sjörik skogsbygd.
Bergslagsbanan (Ludvika-Borlänge) och riksväg 50 genomkorsar socknens allra västligaste del.

### Geografisk avgränsning
Silvbergs socken splittras i söder av två enklaver, vilka tillhör Gustafs socken. Vidare har Stora Tuna socken några mindre enklaver inom området.
Socknen gränsar i söder till Norrbärke respektive Söderbärke socknar i Smedjebackens kommun. Längst i väster avgränsas Silvbergs socken av Grangärde socken i Ludvika kommun. Gränsen till Grangärde socken är cirka 4 kilometer lång och socknens västligaste punkt är "tresockenmötet" Silvberg-Grangärde-Stora Tuna som ligger i sjön Rämen (245 m ö.h.). I nordväst ligger Stora Tuna socken (Borlänge kommun), i norr Gustafs socken och i öster avgränsas socknen av Säters socken.

## Fornlämningar
Enstaka lösfynd från stenåldern är funna och slagg från romersk järnålders ugnar. Vidare finns hyttruiner på flera olika platser och många gruvhål.

## Namnet
Namnet (1396 Silfbergheno) kommer från Silvbergs gruva. Namnet innehåller sifberg, 'silvergruva, gruvfält med silverfyndigheter'.

## Befolkningsutveckling
Folkmängden i Säterbygdens församling var 10 840 år 2010.
| Befolkningsutvecklingen i Silvbergs socken 1810–2020 | Befolkningsutvecklingen i Silvbergs socken 1810–2020 | Befolkningsutvecklingen i Silvbergs socken 1810–2020 | Befolkningsutvecklingen i Silvbergs socken 1810–2020 | Befolkningsutvecklingen i Silvbergs socken 1810–2020 |
| --- | ---------------------------------------------------- | ---------------------------------------------------- | ---------------------------------------------------- | ---------------------------------------------------- |
| |                                                      |                                                      |                                                      |                                                      |
| År |                                                      |                                                      | Folkmängd                                            |                                                      |
| 1810 | 1810                                                 |                                                      | 1 417                                                |                                                      |
| 1820 | 1820                                                 |                                                      | 1 430                                                |                                                      |
| 1830 | 1830                                                 |                                                      | 1 536                                                |                                                      |
| 1840 | 1840                                                 |                                                      | 1 438                                                |                                                      |
| 1850 | 1850                                                 |                                                      | 1 676                                                |                                                      |
| 1860 | 1860                                                 |                                                      | 1 823                                                |                                                      |
| 1870 | 1870                                                 |                                                      | 1 761                                                |                                                      |
| 1880 | 1880                                                 |                                                      | 1 814                                                |                                                      |
| 1890 | 1890                                                 |                                                      | 1 732                                                |                                                      |
| 1900 | 1900                                                 |                                                      | 1 738                                                |                                                      |
| 1910 | 1910                                                 |                                                      | 1 647                                                |                                                      |
| 1920 | 1920                                                 |                                                      | 1 677                                                |                                                      |
| 1930 | 1930                                                 |                                                      | 1 438                                                |                                                      |
| 1940 | 1940                                                 |                                                      | 1 229                                                |                                                      |
| 1950 | 1950                                                 |                                                      | 986                                                  |                                                      |
| 1960 | 1960                                                 |                                                      | 739                                                  |                                                      |
| 1970 | 1970                                                 |                                                      | 439                                                  |                                                      |
| 1980 | 1980                                                 |                                                      | 449                                                  |                                                      |
| 1990 | 1990                                                 |                                                      | 498                                                  |                                                      |
| 2020 | 2020                                                 |                                                      | 493                                                  |                                                      |
| Anm: Källor: Umeå universitet - Tabellverket 1749-1859, Demografiska databasen, CEDAR, Umeå universitet, Folkmängden per distrikt, landskap, landsdel eller riket efter kön. År 2015 - 2022. |                                                      |                                                      |                                                      |                                                      |